# Isachne hirtissima
Isachne hirtissima är en gräsart som beskrevs av Aimée Antoinette Camus. Isachne hirtissima ingår i släktet Isachne och familjen gräs. Inga underarter finns listade i Catalogue of Life.